# Lawrence Henry Gipson
Lawrence Henry Gipson (Greeley, 7 dicembre 1880 – Bethlehem, 26 settembre 1971) è stato uno storico statunitense.
È conosciuto maggiormente per essere uno dei rappresentanti della cosiddetta Imperial school, che raggruppa gli storici che studiarono l'Impero britannico dal punto di vista dei funzionari di Londra, e che generalmente elogiarono l'efficienza amministrativa e la correttezza politica dell'Impero. Vinse nel 1950 il Premio Bancroft per la sua opera storica The Victorious Year, 1758–1760 e nel 1962 il Premio Pulitzer per la storia grazie all'opera The Triumphant Empire: Thunderclouds Gather in the West, 1763-1766 (volume 10).